# عبا (لبنان)
عبا (به عربی: عبا) یک منطقهٔ مسکونی در لبنان است که در شهرستان نبطیه واقع شده‌است. عبا ۷٫۴۲ کیلومتر مربع مساحت و ۸٬۰۰۰ نفر جمعیت دارد.